# Дивы в деле
«Дивы в деле» (англ. Dragnificent! — «Драгсхитительно!») — американское реалити-шоу телеканала TLC.

## О шоу
Суть шоу заключается в том, что четыре дрэг-квин ездят по городкам Америки и помогают девушкам подготовиться к какому-либо событию, подбирая наряд, макияж, организовывают приём, а главное — помогают обрести девушкам уверенность в себе.

## Ведущие
Ведущими и экспертами шоу стали четыре дрэг-квин, все они выпускницы шоу «Королевские гонки Ру Пола»:
- Алексис Мишель — эксперт по макияжу.
- Биби Захара Бене — организатор вечеринок.
- Джуджуби — модный эксперт.
- Торджи Тор — музыкальный эксперт.

## Трансляция
Премьерный эпизод был выпущен 9 марта 2019 года на телеканале TLC, а шоу имело название «Drag Me Down the Aisle» (В России транслировался под названием «Дивы спасают свадьбу»). 15 января 2020 года телеканал TLC анонсировал полноценный сезон шоу под новым названием. Премьера состоялась 19 апреля 2020 года. В России шоу будет транслироваться с 28 апреля на телеканале TLC Россия.

## Список эпизодов

### Специальный выпуск (2019)
| Nº | Название                 | Дата показа  | Рейтинг |
| -- | ------------------------ | ------------ | ------- |
| 0  | «Drag Me Down the Aisle» | 9 марта 2019 | TBD     |

### 1 сезон (2020)
| Nº | Название                               | Дата показа    | Рейтинг |
| -- | -------------------------------------- | -------------- | ------- |
| 1  | «One Tough Bride»                      | 19 апреля 2020 | 0.86    |
| 2  | «Not Your Typical High-School Reunion» | 20 апреля 2020 | 0.83    |
| 3  | «Fly Butterfly, Fly»                   | 27 апреля 2020 | 0.85    |
| 4  | «You Have The Right to Remain Sassy»   | 4 мая 2020     | 0.82    |
| 5  | «Pretty in Pink»                       | 11 мая 2020    | 0.73    |
| 6  | «Mermaid Fantasy»                      | 18 мая 2020    | TBD     |